# توماس جنسن
توماس جنسن (بالدنماركية: Thomas Jensen)‏ هو عازف تشيلو دنماركي، ولد في 1898 في كوبنهاغن في الدنمارك، وتوفي في 1963.

## وصلات خارجية
- توماس جنسن على موقع ميوزك برينز (الإنجليزية)
- توماس جنسن على موقع ديسكوغز (الإنجليزية)